# Kohabara
Kohabara (en népalais : कोहवारा) est un comité de développement villageois du Népal situé dans le district de Jhapa. Au recensement de 2011, il comptait 10 326 habitants.